# 鈴木芳子
鈴木 芳子（すずき よしこ、1957年 - ）は、ドイツ文学者、翻訳家。

## 略歴
1987年早稲田大学大学院文学研究科修士課程修了（ドイツ文学専攻）。カール・アインシュタイン『ベビュカン』（未知谷）にて独日翻訳賞マックス・ダウテンダイ・フェーダー・東京ドイツ文化センター賞を受賞。

## 翻訳
- ヘルムート・フリッツ『エロチックな反乱 フランチスカ・ツー・レーヴェントローの生涯』香川檀共訳（筑摩書房、1989年）
- イングリット・メラー『運河沿いのフェルメールの家』 (エディションq、クインテッセンス出版 (発売)、1999年)
- レオ・ペルッツ『レオナルドのユダ』 (エディションq、クインテッセンス出版 (発売)、2001年)
- マリー・ルイーゼ・カシュニッツ『ギュスターヴ・クールベ ある画家の生涯』（エディションq、クインテッセンス出版 (発売)、2002年）
- リヒャルト・ヒュルゼンベック『ダダ大全』 (未知谷、2002年)
- カール・アインシュタイン『ベビュカン あるいは奇蹟のディレッタントたち』 (未知谷、2003年)
- リオン・フォイヒトヴァンガー『宮廷画家ゴヤ 荒ぶる魂のさけび』（エディションq、2004年）
- ミュノーナ『スフィンクス・ステーキ 短篇集』 (未知谷、2005年)、本名はサロモ・フリートレンダー
- カール・アインシュタイン『黒人彫刻』 (未知谷、2005年)
- カール・ローゼンクランツ『醜の美学』 (未知谷、2007年)
- カール・アインシュタイン『二十世紀の芸術』 (未知谷、2009年)
- ヴォルフガング・ボルヒェルト『たんぽぽ 掌編集』 (未知谷、2010年)
- パウル・シェーアバルト『虫けらの群霊』 (未知谷、2011年)
- ショーペンハウアー『読書について』 (光文社古典新訳文庫、2013年)
- ショーペンハウアー『幸福について』 (光文社古典新訳文庫、2018年)
- ゲーテ『イタリア紀行』（上・下、光文社古典新訳文庫、2021年）
- E・T・A・ホフマン『ネコのムル君の人生観』 (上・下、光文社古典新訳文庫、2024年)